# Сельков Володимир Володимирович
Володимир Володимирович Сельков (рос. Владимир Владимирович Сельков нар. 1 квітня, 1971, Березники, Російська РФСР) — російський плавець, триразовий срібний (двічі 1992 рік та 1996 рік) призер Олімпійських ігор, чемпіон світу та семиразовий чемпіон Європи, призер чемпіонатів світу та Європи.

## Біографія
Володимир Сельков народивися 1 квітня 1971 року в місті Березники. Починав тренуватися під керівництвом Анатолія Жучкова та Віктора Авдєєнко, невдовзі почав співпрацю з Наталією Троцевич. 
Високі результати Сельков почав демонструвати, виступаючи у складі СРСР, але пробитися на Олімпійські ігри 1988 року. У 1989 році виграв свою першу медаль чемпіонату Європи (срібло на дистанції 200 метрів на спині). Через два роки повторив своє досягнення на дистанції 200 метрів на спині, а також став чемпіоном Європи у комплексній естафеті 4x100. Окрім цього у 1991 році Сельков вперше став призером чемпіонату світу (бронзова медаль на дистанції 200 метрів на спині).
Вдалі виступи дали спортсмену можливість поїхати на Олімпійські ігри 1992 року в складі Об'єднаної команди. В запливі на дистанції 200 метрів на спині Сельков підтвердив свій високий рівень, ставши срібним призером. Він поступився лише іспанському плавцю Мартіну Лопесу-Зуберо, який переміг із олімпійським рекордом. На дистанції 100 метрів на спині Сельков у фіналі став лише п'ятим. Окрім цього спортсмен також допоміг Об'єднаній команді вийти у фінал комплексної естафети 4x100 м, де здобув у її складі ще одну срібну нагороду.
Продовжував виступати протягом наступного олімпійського циклу. Спершу в 1993 році він виграв три медалі на чемпіонаті Європи, дві з яких були золоті. У 1994 році Сельков став чемпіоном світу на своїй коронній дистанції 200 метрів на спині. Найуспішніший чемпіонат Європи плавець провів у 1995 році: на ньому він тричі став чемпіоном. Представив Росію на Олімпійських іграх в Атланті. У своїх особистих запливах, на дистанціях 100 та 200 метрів на спині, Сельков показував дев'ятий час, але після попередніх запливів у обидвох випадках знімався зі змагань. У фіналі комплексної естафети 4x100 м допоміг збірній Росії виграти срібні медалі.
Провів успішний 1997 рік, здобувши три медалі на чемпіонаті Європи, та дві медалі на чемпіонаті світу на короткій воді. Невдовзі результати спортсмена стали погіршуватися, та він вирішив завершити спортивну кар'єру.
Працював на посаді першого віце-президента Федерації плавання Пермського краю.

## Виступи на Олімпіадах
| Олімпіада      | Дисципліна         | Місце |
| -------------- | ------------------ | ----- |
| Барселона 1992 | 100 м на спині     | 5     |
| Барселона 1992 | 200 м на спині     | 2     |
| Барселона 1992 | 4x100 м комплексом | 2     |
| Атланта 1996   | 100 м на спині     | 17    |
| Атланта 1996   | 100 м на спині     | 17    |
| Атланта 1996   | 4x100 м комплексом | 2     |